# Trasporti e vie di comunicazione della zona di Imperia
In una regione come la Liguria, per la sua particolare morfologia, realizzare vie di comunicazione è un'impresa di notevole impegno. Lo sapevano bene i grandi costruttori di strade dell'antichità, cioè i Romani, ma lo si constata ancora oggi, visto che per la costruzione dell'autostrada (anni settanta) ed il raddoppio della linea ferroviaria (tuttora in corso) si sono succeduti polemiche, ritardi e contrattempi.

## Le antiche vie di comunicazione della Liguria

### La via Julia Augusta

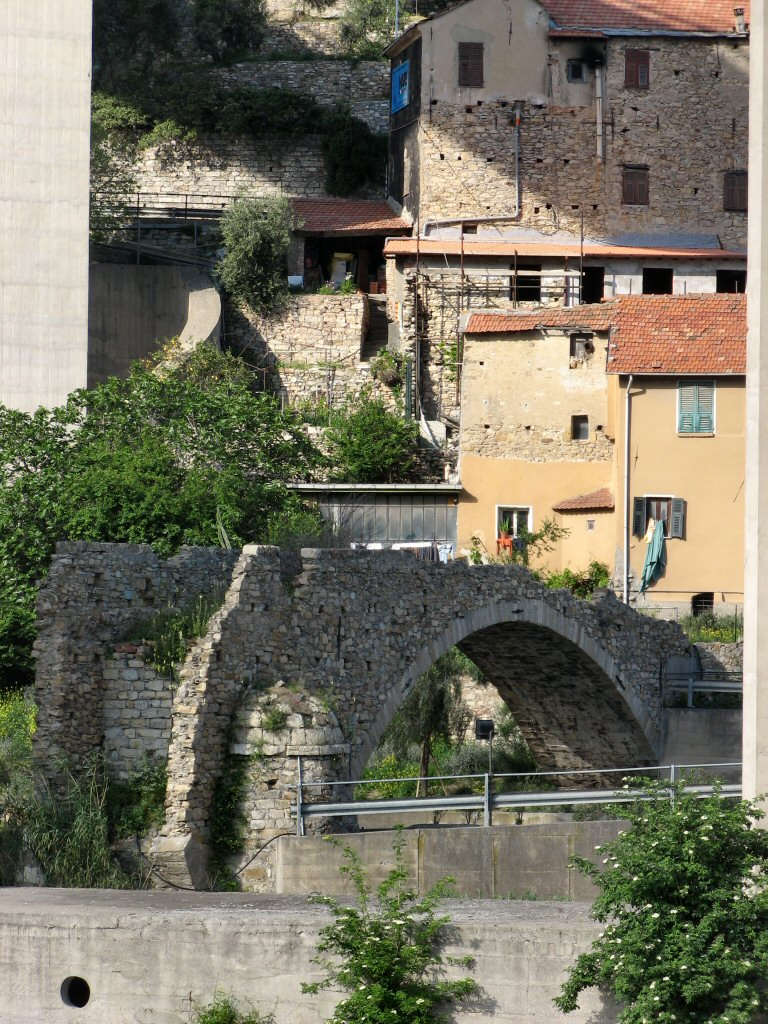
Passato e presente: i resti del ponte medievale sull'Impero, a Castelvecchio, contrastano con i grandiosi piloni dell'autostrada A10 (sullo sfondo)

Per i Romani era fondamentale poter avere un accesso comodo alle varie province del loro impero, e per andare in Gallia da Roma una delle vie obbligate passava proprio lungo la costa ligure. Una via litoranea preesistente (la via Herculea) esisteva già, ma nel 13 a.C. si decise di costruirne una nuova, dedicata all'imperatore Augusto. Questa presentava alcune varianti rispetto alla precedente, anche perché la morfologia di questo tratto della Liguria (che ha valli perpendicolari al mare, con promontori che giungono fino a riva, solitamente di origine calcarea e quindi franosa) obbligava a compromessi fra la linearità del tracciato ed i costi di costruzione.
In particolare, nella zona dell'attuale città di Imperia la via passava a monte di Capo Berta (troppo franoso, allora come oggi) e dal Lucus Bormani (Diano Marina) raggiungeva prima Ripa Uneliae (l'attuale Oneglia) sul mare, poi il Castrum Uneliae (Castelvecchio di S. Maria Maggiore, appena nell'entroterra di Oneglia). Qui superava il torrente Impero su un ponte che, ricostruito più volte, crollò definitivamente nel 1880 (ma una delle arcate è tuttora visibile, sotto i viadotti dell'autostrada A10) ed arrivava a Portus Mauricii (Porto Maurizio) per proseguire per Porciana (Santo Stefano al Mare) e continuare in direzione del confine con la Gallia (l'attuale Francia).

### La via Marenca
In età medioevale dalle parti di Oneglia partiva verso l'entroterra una strada, la via Marenca, che raggiungeva il colle d'Oggia, saliva prima al Passo della Mezzaluna e poi all'Alpe di Rezzo fino al Colle dei Signori (un passo delle Alpi Marittime a più di 2000 m), discendendo poi, oltre il Colle di Tenda, verso la pianura piemontese o le Alpi Occidentali.

### I trasporti marittimi
A causa della difficoltà di attraversamento dei torrenti, dell'impervietà delle strade esistenti e dei molti confini daziari da attraversare, nei secoli passati la via preferita per i lunghi spostamenti era comunque quella marittima, con rotte che mantenendosi sottocosta permettevano di coprire velocemente le distanze fino ad esempio a Genova o a Nizza, anche se si poteva rischiare un assalto da parte dei pirati saraceni. Come documentato in molte incisioni, fino ai primi del Novecento si usavano le piccole imbarcazioni tipiche del cabotaggio locale: gozzi, brigantini e golette, che in mancanza di ricoveri migliori venivano tirate in spiaggia a forza di braccia.

## Le vie di comunicazione attuali

### Strade ed autostrade

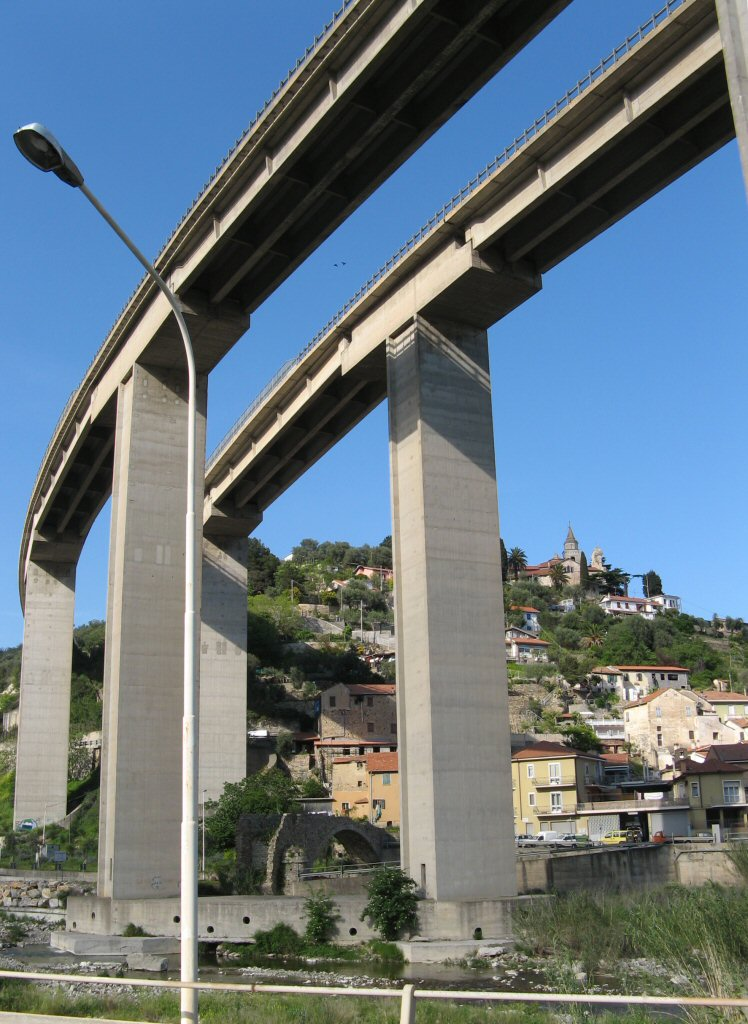
L'Autostrada dei Fiori scavalca l'Impero. Sullo sfondo, la collina di Castelvecchio, primo insediamento storico di Oneglia

Imperia è situata lungo la Strada Provinciale (già Strada Statale) 1 Aurelia e proprio da Imperia parte la Strada statale 28 verso Torino. Inoltre è raggiungibile anche grazie ai propri caselli autostradali dell'Autostrada dei Fiori (Imperia est e Imperia ovest).
La viabilità locale ha una lunga storia di polemiche e progetti:
- L'Aurelia in città: nel corso degli anni non è mai stata costruita una circonvallazione dei due centri storici, per cui ancor oggi l'Aurelia passa proprio dentro entrambi i centri cittadini, in alcuni punti addirittura in vie strettissime ed a senso unico (ad esempio in Via Amendola, ad Oneglia). Solo ultimamente sono circolate idee su una possibile nuova circonvallazione che, passando in parte in galleria sotto le colline della città, costituirebbe uno spostamento a monte dell'asse viario principale, permettendo il raccordo con i vari rioni con svincoli in ognuna delle vallate.
- L'Incompiuta: un'altra "occasione mancata" è stata la modifica al tratto di Aurelia che unisce Oneglia a Diano Marina. Questo tratto, da sempre, passa su Capo Berta, il pittoresco promontorio alberato che divide i due centri (noto per essere un tratto impegnativo della corsa ciclistica Milano-Sanremo), in quanto il tratto a mare è franoso (le rocce costituenti il promontorio sono calcaree e ben poco consistenti). Sono circa 7 km di curve, prima in salita e poi in discesa, estremamente panoramiche ma ben poco scorrevoli. Negli anni sessanta si pose il problema di aggiornare la viabilità, accorciando il percorso (in linea d'aria sarebbero poco più di 3 km). C'erano due alternative possibili: una galleria, parallela a quella ferroviaria, costosa ma senza particolari problemi costruttivi, ed una strada "a mare", panoramica ma più a rischio di frane. Fu scelta quest'ultima possibilità: la strada fu costruita per essere subito dopo chiusa a causa di continue frane (da sassi e pietrisco fino ad enormi scogli del peso di decine di tonnellate!). Nel corso dei decenni si è assistito ad innumerevoli tentativi di recuperare all'uso questa strada, ma non è stato possibile, tra mille polemiche, renderla più di una pista ciclabile. Per questo la strada è nota ad Imperia come l'Incompiuta.
- La Statale 28: guardando una cartina di Liguria e Piemonte, si nota immediatamente come la distanza fra Imperia e Torino sia, in linea d'aria, estremamente minore di quella fra Savona e Torino. Tutte le maggiori linee di comunicazione (ferrovia ed autostrada) fra il Ponente Ligure ed il Piemonte passano, però, (per motivi storici) da Savona. Un progetto ferroviario che doveva unire Ormea (dove termina la ferrovia proveniente da Ceva ed il resto del Piemonte) ad Imperia fu abbandonato già molti decenni fa. La Statale 28, invece, esiste ma segue anch'essa un percorso tortuoso nel tratto di attraversamento delle Alpi Marittime. Nel corso degli ultimi 40 anni varie parti del percorso sono state modernizzate, anche mediante varie gallerie, ma il tratto più problematico (l'attraversamento del Colle di Nava) è ancora solo allo stato di progetto.

L'Autostrada dei Fiori mentre passa alle spalle di Oneglia nei pressi dello svincolo di Imperia Est. Si può notare il forte impatto ambientale

- L'Autostrada A10: fu costruita negli anni sessanta, con lavori grandiosi (per l'epoca), con grande uso di gallerie e viadotti (che chiudono le valli verso il mare con enormi "cancellate"). Il traffico odierno, però, soprattutto nella bella stagione che porta migliaia di turisti verso le spiagge e le seconde case della Riviera, ne mette fortemente in risalto i limiti: essendo a due sole corsie per ogni senso di marcia, è spesso intasata o addirittura bloccata. È anche percorsa dal traffico commerciale dei tanti TIR diretti verso la frontiera con la Francia.

### Linee ferroviarie
Il comune era dotato, fino al 2016, di due stazioni di RFI S.p.A., Imperia Porto Maurizio e Imperia Oneglia, rispettivamente situate negli omonimi quartieri, sulla linea Genova-Ventimiglia nel tratto locale compreso tra Ventimiglia e Savona.
La ferrovia, soprattutto in questo tratto residuo (fra Imperia ed Albenga), era a binario unico e nella sede originaria prevista al tempo della sua realizzazione nel XIX secolo. Passava a ridosso del mare, in punti anche molto panoramici, ma costituiva da sempre un motivo di lentezza ed inefficienza del trasporto su rotaia (essendoci un unico binario, i treni erano costretti a continui incroci nelle stazioni, per cui un ritardo in un senso si ripercuoteva sull'intero traffico). Le due piccole stazioni ottocentesche di Imperia, poi, hanno complicato l'accesso alla città.
A causa sia della burocrazia delle ferrovie italiane sia di annose liti e miopie a livello locale, il progetto e la realizzazione dello spostamento a monte della ferrovia è andato a rilento nell'intera tratta da Albenga al confine francese, ma soprattutto nella zona di Imperia. I lavori al riguardo della nuova stazione ferroviaria di Imperia la cui costruzione dopo diversi rinvii è iniziata, ad Oneglia, nel 2004 e completata nel 2016.

### Linee marittime
I due rioni principali hanno da sempre avuto un loro proprio porto (anche se di ben ridotte dimensioni) per le proprie esigenze commerciali. Inizialmente si scaricavano le merci direttamente sulla spiaggia, attendendo il bel tempo per poter compiere le operazioni di carico e scarico, poi furono costruiti sia i moli di riparo dalle mareggiate che le banchine per l'attracco. Entrambi hanno fortemente ridotto il loro ruolo negli ultimi anni: il porto di Porto Maurizio è ora esclusivamente turistico, quello di Oneglia limitato alla pesca ed a qualche sporadico mercantile.
Da quando i due rioni sono stati riuniti in un'unica città, si è sempre pensato di sfruttare l'opportunità del braccio di mare fra i due centri costruendo un unico grande porto commerciale. Nel corso dei decenni vari progetti si sono avvicendati, rimanendo sempre lettera morta a causa sia della rivalità delle vicine città liguri come Genova e Savona (ognuna con il suo porto), sia della mancanza di efficienti vie di comunicazioni terrestri verso l'entroterra, sia della crisi del settore marittimo. Negli anni settanta si tentò di facilitare il trasporto delle merci costruendo anche un raccordo ferroviario diretto fra il porto di Porto Maurizio e la stazione ferroviaria di Oneglia che però non fu in pratica mai utilizzato, divenne presto un intoppo alla nuova cosiddetta "superstrada" a mare che univa i due borghi (la incrociava a raso) e fu infine completamente smantellato (quello spazio è stato anche usato come pista ciclabile, finché ora, con i lavori di costruzione del nuovo Porto di Imperia, l'intero tracciato sparirà completamente).
Sempre in quegli anni ci sono state linee commerciali verso l'allora Unione Sovietica (trasporto di parti industriali) e linee marittime estive (traghetto per la Corsica), ora dismesse. Rimangono solamente crociere turistiche di piccolissimo cabotaggio, verso Albenga da una parte e Sanremo dall'altra, e le recenti crociere per il whale-watching (l'osservazione dei cetacei in libertà), con base a Porto Maurizio.